# Proeudesicrinus lifouensis
Proeudesicrinus · Eudesicrinidae
Famille
Genre
Espèce
Proeudesicrinus lifouensis, unique représentant du genre Proeudesicrinus et de la famille des Eudesicrinidae, est une espèce de Crinoïdes (Échinodermes) de l'ordre des Cyrtocrinida.

## Description
C'est un crinoïde fixe, à la thèque épaisse et solide. Les cinq plaques radiales, larges et hautes, sont séparées par des sutures distinctes, et l'une de ces plaques est très élargie par rapport aux autres. Deux primibrachials sont connectés par une articulation musculaire ou synostosiale, et les seconds primibrachiaux sont axillaires. La cavité radiale est profonde, avec une fin cylindrique et fuselée.
Cette espèce est le seul membre actuel de sa famille, apparue au Lias (Jurassique inférieur, il y a entre 201,3 et 174,1 millions d'années).

## Habitat et répartition
Cette espèce a été trouvée à 960 m de profondeur près de la Nouvelle-Calédonie.

## Publications originales
- Famille des Eudesicrinidae :
  - (en) F. A. Bather, « A phylogenetic classification of the Pelmatozoa », Report of the British Association for the Advancement of Science, Londres, vol. 68th Meeting - 1898,‎ 1898, p. 916-923 (ISSN 0262-690X, lire en ligne).
- Genre Proeudesicrinus et espèce Proeudesicrinus lifouensis :
  - N. Améziane-Cominardi, J-P Bourseau, R. Avocat & M. Roux, 1990 : « Les Crinoïdes pédonculés de Nouvelle-Calédonie : inventaire et réflexions sur les taxons archaïques ». in C. de Ridder, P. Dubois, M-C Lahaye, M. Jangoux (eds.) Echinoderm Research, Proceedings Second European Conference Echinoderms, Bruxelles, 18-21 septembre 1989. Balkema, Rotterdam. p. 117–124, 1 pl.